# Eleições legislativas de 2011 no Porto

## Resultados Oficiais
| Partido                 | Partido                               | Votos   | %               | +/-   |
| ----------------------- | ------------------------------------- | ------- | --------------- | ----- |
|                         | Partido Social Democrata              | 55 466  | 38,37 / 100,00  | 7,48  |
|                         | Partido Socialista                    | 40 465  | 27,99 / 100,00  | 8,14  |
|                         | CDS – Partido Popular                 | 18 503  | 12,80 / 100,00  | 2,09  |
|                         | Coligação Democrática Unitária        | 11 248  | 7,78 / 100,00   | 0,28  |
|                         | Bloco de Esquerda                     | 8 474   | 5,86 / 100,00   | 4,32  |
|                         | Partido pelos Animais e pela Natureza | 1 851   | 1,28 / 100,00   | Novo  |
|                         | Outros                                | 3 617   | 2,50 / 100,00   |       |
| Votos Inválidos         | Votos Inválidos                       | 4 937   | 3,41 / 100,00   | 0,98  |
| Total                   | Total                                 | 144 561 | 100,00 / 100,00 |       |
| Eleitorado/Participação | Eleitorado/Participação               | 225 717 | 64,05 / 100,00  | 0,28  |
| Fonte                   | Fonte                                 | [ 1 ]   | [ 1 ]           | [ 1 ] |

## Resultados por Freguesia
Os resultados seguintes referem-se aos partidos que obtiveram mais de 1,00% dos votos:
| Freguesia       | %     | %     | %     | %     | %    | %    | Votantes |
| Freguesia       | PSD   | PS    | CDS   | CDU   | BE   | PAN  | Votantes |
| --------------- | ----- | ----- | ----- | ----- | ---- | ---- | -------- |
| Aldoar          | 35,23 | 30,64 | 13,60 | 7,26  | 6,09 | 1,35 | 7 713    |
| Bonfim          | 42,03 | 25,26 | 11,85 | 7,99  | 5,91 | 1,39 | 15 374   |
| Campanhã        | 28,62 | 38,93 | 8,00  | 10,96 | 6,00 | 1,05 | 19 321   |
| Cedofeita       | 44,23 | 22,86 | 13,12 | 6,42  | 6,10 | 1,40 | 14 403   |
| Foz do Douro    | 45,01 | 20,46 | 19,19 | 4,62  | 4,19 | 1,07 | 7 634    |
| Lordelo do Ouro | 37,25 | 27,72 | 15,18 | 7,58  | 5,49 | 1,13 | 12 526   |
| Massarelos      | 38,14 | 26,45 | 12,68 | 8,74  | 6,03 | 1,39 | 4 544    |
| Miragaia        | 26,72 | 40,40 | 7,74  | 11,32 | 7,09 | 1,43 | 1 396    |
| Nevogilde       | 52,87 | 8,47  | 29,88 | 1,97  | 2,10 | 1,05 | 3 611    |
| Paranhos        | 38,93 | 27,25 | 11,99 | 7,83  | 6,37 | 1,45 | 27 187   |
| Ramalde         | 39,54 | 26,20 | 14,19 | 7,00  | 5,85 | 1,29 | 20 912   |
| Santo Ildefonso | 39,82 | 27,32 | 10,88 | 7,56  | 6,96 | 1,33 | 5 356    |
| São Nicolau     | 28,14 | 38,64 | 5,94  | 12,74 | 6,37 | 1,03 | 1 162    |
| Sé              | 25,55 | 46,28 | 6,02  | 10,22 | 4,63 | 1,34 | 2 094    |
| Vitória         | 31,85 | 39,91 | 4,82  | 9,71  | 7,61 | 0,98 | 1 328    |
| Porto           | 38,37 | 27,99 | 12,80 | 7,78  | 5,86 | 1,28 | 144 561  |

#### Aldoar
| Partido                 | Partido                               | Votos  | %               | +/-  |
| ----------------------- | ------------------------------------- | ------ | --------------- | ---- |
|                         | Partido Social Democrata              | 2 717  | 35,23 / 100,00  | 6,81 |
|                         | Partido Socialista                    | 2 363  | 30,64 / 100,00  | 9,32 |
|                         | CDS – Partido Popular                 | 1 049  | 13,60 / 100,00  | 3,72 |
|                         | Coligação Democrática Unitária        | 560    | 7,26 / 100,00   | 0,95 |
|                         | Bloco de Esquerda                     | 470    | 6,09 / 100,00   | 4,51 |
|                         | Partido pelos Animais e pela Natureza | 104    | 1,35 / 100,00   | Novo |
|                         | Outros                                | 203    | 2,61 / 100,00   |      |
| Votos Inválidos         | Votos Inválidos                       | 247    | 3,21 / 100,00   | 0,55 |
| Total                   | Total                                 | 7 713  | 100,00 / 100,00 |      |
| Eleitorado/Participação | Eleitorado/Participação               | 11 350 | 67,96 / 100,00  | 1,43 |

#### Bonfim
| Partido                 | Partido                               | Votos  | %               | +/-  |
| ----------------------- | ------------------------------------- | ------ | --------------- | ---- |
|                         | Partido Social Democrata              | 6 461  | 42,03 / 100,00  | 8,18 |
|                         | Partido Socialista                    | 3 884  | 25,26 / 100,00  | 7,71 |
|                         | CDS – Partido Popular                 | 1 822  | 11,85 / 100,00  | 0,91 |
|                         | Coligação Democrática Unitária        | 1 229  | 7,99 / 100,00   | 0,73 |
|                         | Bloco de Esquerda                     | 909    | 5,91 / 100,00   | 4,67 |
|                         | Partido pelos Animais e pela Natureza | 213    | 1,39 / 100,00   | Novo |
|                         | Outros                                | 367    | 2,38 / 100,00   |      |
| Votos Inválidos         | Votos Inválidos                       | 489    | 3,19 / 100,00   | 0,87 |
| Total                   | Total                                 | 15 374 | 100,00 / 100,00 |      |
| Eleitorado/Participação | Eleitorado/Participação               | 24 163 | 63,63 / 100,00  | 0,11 |

#### Campanhã
| Partido                 | Partido                               | Votos  | %               | +/-  |
| ----------------------- | ------------------------------------- | ------ | --------------- | ---- |
|                         | Partido Socialista                    | 7 521  | 38,93 / 100,00  | 6,70 |
|                         | Partido Social Democrata              | 5 529  | 28,62 / 100,00  | 7,28 |
|                         | Coligação Democrática Unitária        | 2 118  | 10,96 / 100,00  | 0,38 |
|                         | CDS – Partido Popular                 | 1 545  | 8,00 / 100,00   | 0,48 |
|                         | Bloco de Esquerda                     | 1 159  | 6,00 / 100,00   | 4,44 |
|                         | PCTP/MRPP                             | 226    | 1,17 / 100,00   | 0,42 |
|                         | Partido pelos Animais e pela Natureza | 202    | 1,05 / 100,00   | Novo |
|                         | Outros                                | 344    | 1,76 / 100,00   |      |
| Votos Inválidos         | Votos Inválidos                       | 677    | 3,51 / 100,00   | 1,01 |
| Total                   | Total                                 | 19 321 | 100,00 / 100,00 |      |
| Eleitorado/Participação | Eleitorado/Participação               | 32 198 | 60,01 / 100,00  | 1,01 |

#### Cedofeita
| Partido                 | Partido                               | Votos  | %               | +/-  |
| ----------------------- | ------------------------------------- | ------ | --------------- | ---- |
|                         | Partido Social Democrata              | 6 371  | 44,23 / 100,00  | 7,32 |
|                         | Partido Socialista                    | 3 293  | 22,86 / 100,00  | 7,39 |
|                         | CDS – Partido Popular                 | 1 890  | 13,12 / 100,00  | 1,66 |
|                         | Coligação Democrática Unitária        | 925    | 6,42 / 100,00   | 0,10 |
|                         | Bloco de Esquerda                     | 879    | 6,10 / 100,00   | 4,50 |
|                         | Partido pelos Animais e pela Natureza | 202    | 1,40 / 100,00   | Novo |
|                         | Outros                                | 339    | 2,35 / 100,00   |      |
| Votos Inválidos         | Votos Inválidos                       | 504    | 3,49 / 100,00   | 0,98 |
| Total                   | Total                                 | 14 403 | 100,00 / 100,00 |      |
| Eleitorado/Participação | Eleitorado/Participação               | 22 368 | 64,39 / 100,00  | 0,42 |

#### Foz do Douro
| Partido                 | Partido                               | Votos  | %               | +/-  |
| ----------------------- | ------------------------------------- | ------ | --------------- | ---- |
|                         | Partido Social Democrata              | 3 436  | 45,01 / 100,00  | 6,58 |
|                         | Partido Socialista                    | 1 562  | 20,46 / 100,00  | 8,79 |
|                         | CDS – Partido Popular                 | 1 465  | 19,19 / 100,00  | 3,88 |
|                         | Coligação Democrática Unitária        | 353    | 4,62 / 100,00   | 0,30 |
|                         | Bloco de Esquerda                     | 320    | 4,19 / 100,00   | 3,21 |
|                         | Partido pelos Animais e pela Natureza | 82     | 1,07 / 100,00   | Novo |
|                         | Outros                                | 193    | 2,52 / 100,00   |      |
| Votos Inválidos         | Votos Inválidos                       | 223    | 2,92 / 100,00   | 0,47 |
| Total                   | Total                                 | 7 634  | 100,00 / 100,00 |      |
| Eleitorado/Participação | Eleitorado/Participação               | 10 393 | 73,45 / 100,00  | 1,55 |

#### Lordelo do Ouro
| Partido                 | Partido                               | Votos  | %               | +/-  |
| ----------------------- | ------------------------------------- | ------ | --------------- | ---- |
|                         | Partido Social Democrata              | 4 666  | 37,25 / 100,00  | 7,13 |
|                         | Partido Socialista                    | 3 472  | 27,72 / 100,00  | 8,90 |
|                         | CDS – Partido Popular                 | 1 901  | 15,18 / 100,00  | 3,20 |
|                         | Coligação Democrática Unitária        | 949    | 7,58 / 100,00   | 0,13 |
|                         | Bloco de Esquerda                     | 688    | 5,49 / 100,00   | 3,83 |
|                         | Partido pelos Animais e pela Natureza | 141    | 1,13 / 100,00   | Novo |
|                         | Outros                                | 312    | 2,49 / 100,00   |      |
| Votos Inválidos         | Votos Inválidos                       | 397    | 3,17 / 100,00   | 0,84 |
| Total                   | Total                                 | 12 526 | 100,00 / 100,00 |      |
| Eleitorado/Participação | Eleitorado/Participação               | 19 020 | 65,86 / 100,00  | 0,45 |

#### Massarelos
| Partido                 | Partido                               | Votos | %               | +/-  |
| ----------------------- | ------------------------------------- | ----- | --------------- | ---- |
|                         | Partido Social Democrata              | 1 733 | 38,14 / 100,00  | 5,61 |
|                         | Partido Socialista                    | 1 202 | 26,45 / 100,00  | 7,41 |
|                         | CDS – Partido Popular                 | 576   | 12,68 / 100,00  | 2,64 |
|                         | Coligação Democrática Unitária        | 397   | 8,74 / 100,00   | 0,50 |
|                         | Bloco de Esquerda                     | 274   | 6,03 / 100,00   | 4,33 |
|                         | Partido pelos Animais e pela Natureza | 63    | 1,39 / 100,00   | Novo |
|                         | Outros                                | 126   | 2,78 / 100,00   |      |
| Votos Inválidos         | Votos Inválidos                       | 173   | 3,81 / 100,00   | 1,00 |
| Total                   | Total                                 | 4 544 | 100,00 / 100,00 |      |
| Eleitorado/Participação | Eleitorado/Participação               | 6 612 | 68,72 / 100,00  | 0,87 |

#### Miragaia
| Partido                 | Partido                               | Votos | %               | +/-  |
| ----------------------- | ------------------------------------- | ----- | --------------- | ---- |
|                         | Partido Socialista                    | 564   | 40,40 / 100,00  | 6,38 |
|                         | Partido Social Democrata              | 373   | 26,72 / 100,00  | 7,64 |
|                         | Coligação Democrática Unitária        | 158   | 11,32 / 100,00  | 0,76 |
|                         | CDS – Partido Popular                 | 108   | 7,74 / 100,00   | 1,42 |
|                         | Bloco de Esquerda                     | 99    | 7,09 / 100,00   | 3,88 |
|                         | Partido pelos Animais e pela Natureza | 20    | 1,43 / 100,00   | Novo |
|                         | Outros                                | 38    | 2,72 / 100,00   |      |
| Votos Inválidos         | Votos Inválidos                       | 36    | 2,58 / 100,00   | 0,41 |
| Total                   | Total                                 | 1 396 | 100,00 / 100,00 |      |
| Eleitorado/Participação | Eleitorado/Participação               | 2 496 | 55,93 / 100,00  | 1,14 |

#### Nevogilde
| Partido                 | Partido                               | Votos | %               | +/-  |
| ----------------------- | ------------------------------------- | ----- | --------------- | ---- |
|                         | Partido Social Democrata              | 1 909 | 52,87 / 100,00  | 4,14 |
|                         | CDS – Partido Popular                 | 1 079 | 29,88 / 100,00  | 5,21 |
|                         | Partido Socialista                    | 306   | 8,47 / 100,00   | 7,89 |
|                         | Bloco de Esquerda                     | 76    | 2,10 / 100,00   | 2,00 |
|                         | Coligação Democrática Unitária        | 71    | 1,97 / 100,00   | 0,30 |
|                         | Partido pelos Animais e pela Natureza | 38    | 1,05 / 100,00   | Novo |
|                         | Outros                                | 64    | 1,79 / 100,00   |      |
| Votos Inválidos         | Votos Inválidos                       | 68    | 1,89 / 100,00   | 0,04 |
| Total                   | Total                                 | 3 611 | 100,00 / 100,00 |      |
| Eleitorado/Participação | Eleitorado/Participação               | 4 717 | 76,55 / 100,00  | 5,07 |

#### Paranhos
| Partido                 | Partido                               | Votos  | %               | +/-  |
| ----------------------- | ------------------------------------- | ------ | --------------- | ---- |
|                         | Partido Social Democrata              | 10 584 | 38,93 / 100,00  | 7,83 |
|                         | Partido Socialista                    | 7 409  | 27,25 / 100,00  | 8,09 |
|                         | CDS – Partido Popular                 | 3 259  | 11,99 / 100,00  | 1,78 |
|                         | Coligação Democrática Unitária        | 2 128  | 7,83 / 100,00   | 0,49 |
|                         | Bloco de Esquerda                     | 1 731  | 6,37 / 100,00   | 4,75 |
|                         | Partido pelos Animais e pela Natureza | 393    | 1,45 / 100,00   | Novo |
|                         | Outros                                | 649    | 2,38 / 100,00   |      |
| Votos Inválidos         | Votos Inválidos                       | 1 034  | 3,80 / 100,00   | 1,28 |
| Total                   | Total                                 | 27 187 | 100,00 / 100,00 |      |
| Eleitorado/Participação | Eleitorado/Participação               | 41 708 | 65,18 / 100,00  | 1,14 |

#### Ramalde
| Partido                 | Partido                               | Votos  | %               | +/-  |
| ----------------------- | ------------------------------------- | ------ | --------------- | ---- |
|                         | Partido Social Democrata              | 8 269  | 39,54 / 100,00  | 8,12 |
|                         | Partido Socialista                    | 5 478  | 26,20 / 100,00  | 9,47 |
|                         | CDS – Partido Popular                 | 2 967  | 14,19 / 100,00  | 2,76 |
|                         | Coligação Democrática Unitária        | 1 464  | 7,00 / 100,00   | 0,17 |
|                         | Bloco de Esquerda                     | 1 224  | 5,85 / 100,00   | 4,17 |
|                         | Partido pelos Animais e pela Natureza | 269    | 1,29 / 100,00   | Novo |
|                         | Outros                                | 491    | 2,36 / 100,00   |      |
| Votos Inválidos         | Votos Inválidos                       | 750    | 3,58 / 100,00   | 1,27 |
| Total                   | Total                                 | 20 912 | 100,00 / 100,00 |      |
| Eleitorado/Participação | Eleitorado/Participação               | 32 500 | 64,34 / 100,00  | 0,47 |

#### Santo Ildefonso
| Partido                 | Partido                               | Votos | %               | +/-  |
| ----------------------- | ------------------------------------- | ----- | --------------- | ---- |
|                         | Partido Social Democrata              | 2 133 | 39,82 / 100,00  | 7,20 |
|                         | Partido Socialista                    | 1 463 | 27,32 / 100,00  | 7,52 |
|                         | CDS – Partido Popular                 | 583   | 10,88 / 100,00  | 1,29 |
|                         | Coligação Democrática Unitária        | 405   | 7,56 / 100,00   | 0,28 |
|                         | Bloco de Esquerda                     | 373   | 6,96 / 100,00   | 3,78 |
|                         | Partido pelos Animais e pela Natureza | 71    | 1,33 / 100,00   | Novo |
|                         | Outros                                | 132   | 2,46 / 100,00   |      |
| Votos Inválidos         | Votos Inválidos                       | 196   | 3,66 / 100,00   | 1,13 |
| Total                   | Total                                 | 5 356 | 100,00 / 100,00 |      |
| Eleitorado/Participação | Eleitorado/Participação               | 9 520 | 56,26 / 100,00  | 0,50 |

#### São Nicolau
| Partido                 | Partido                               | Votos | %               | +/-  |
| ----------------------- | ------------------------------------- | ----- | --------------- | ---- |
|                         | Partido Socialista                    | 449   | 38,64 / 100,00  | 6,87 |
|                         | Partido Social Democrata              | 327   | 28,14 / 100,00  | 8,07 |
|                         | Coligação Democrática Unitária        | 148   | 12,74 / 100,00  | 1,49 |
|                         | Bloco de Esquerda                     | 74    | 6,37 / 100,00   | 7,53 |
|                         | CDS – Partido Popular                 | 69    | 5,94 / 100,00   | 1,09 |
|                         | Partido pelos Animais e pela Natureza | 12    | 1,03 / 100,00   | Novo |
|                         | Outros                                | 39    | 3,37 / 100,00   |      |
| Votos Inválidos         | Votos Inválidos                       | 44    | 3,78 / 100,00   | 1,94 |
| Total                   | Total                                 | 1 162 | 100,00 / 100,00 |      |
| Eleitorado/Participação | Eleitorado/Participação               | 2 226 | 52,20 / 100,00  | 0,76 |

#### Sé
| Partido                 | Partido                               | Votos | %               | +/-  |
| ----------------------- | ------------------------------------- | ----- | --------------- | ---- |
|                         | Partido Socialista                    | 969   | 46,28 / 100,00  | 4,60 |
|                         | Partido Social Democrata              | 535   | 25,55 / 100,00  | 5,71 |
|                         | Coligação Democrática Unitária        | 214   | 10,22 / 100,00  | 0,41 |
|                         | CDS – Partido Popular                 | 126   | 6,02 / 100,00   | 0,07 |
|                         | Bloco de Esquerda                     | 97    | 4,63 / 100,00   | 2,32 |
|                         | Partido pelos Animais e pela Natureza | 28    | 1,34 / 100,00   | Novo |
|                         | PCTP/MRPP                             | 23    | 1,10 / 100,00   | 0,39 |
|                         | Outros                                | 39    | 1,86 / 100,00   |      |
| Votos Inválidos         | Votos Inválidos                       | 63    | 3,01 / 100,00   | 0,98 |
| Total                   | Total                                 | 2 094 | 100,00 / 100,00 |      |
| Eleitorado/Participação | Eleitorado/Participação               | 3 970 | 52,75 / 100,00  | 0,67 |

#### Vitória
| Partido                 | Partido                        | Votos | %               | +/-  |
| ----------------------- | ------------------------------ | ----- | --------------- | ---- |
|                         | Partido Socialista             | 530   | 39,91 / 100,00  | 4,76 |
|                         | Partido Social Democrata       | 423   | 31,85 / 100,00  | 7,99 |
|                         | Coligação Democrática Unitária | 129   | 9,71 / 100,00   | 0,11 |
|                         | Bloco de Esquerda              | 101   | 7,61 / 100,00   | 3,38 |
|                         | CDS – Partido Popular          | 64    | 4,82 / 100,00   | 1,68 |
|                         | Outros                         | 45    | 3,41 / 100,00   |      |
| Votos Inválidos         | Votos Inválidos                | 36    | 2,71 / 100,00   | 0,89 |
| Total                   | Total                          | 1 328 | 100,00 / 100,00 |      |
| Eleitorado/Participação | Eleitorado/Participação        | 2 476 | 53,63 / 100,00  | 3,21 |